# Ophiopsila maculata
Ophiopsila maculata är en ormstjärneart som först beskrevs av Addison Emery Verrill 1899.  Ophiopsila maculata ingår i släktet Ophiopsila och familjen Ophiocomidae. Inga underarter finns listade i Catalogue of Life.